# Jessica Chase
Jessica Chase (Montreal, 11 luglio 1978) è una nuotatrice artistica canadese.
Ha rappresentato il Canada ai Giochi olimpici di Sydney 2000 e Atene 2004, ottenendo rispettivamente un terzo e quinto posto.

## Carriera sportiva
Jessica Chase ha iniziato la sua carriera agonistica nel nuoto sincronizzato a 19 anni, partecipando ai Campionati mondiali di nuoto 1998 tenuti a Perth in Australia, nei quali ottenne il quarto posto. Nel 2000, a Sydney, conquistò la medaglia di bronzo per i Giochi della XXVII Olimpiade, ripetendosi l'anno dopo ai Campionati mondiali di nuoto 2001 di Fukuoka. Ad Atene 2004 ha registrato la sua ultima apparizione ai Giochi Olimpici, dopo aver ottenuto il quinto posto.

Altre sue partecipazioni a gare agonistiche comprendono un dodicesimo posto nel duo femminile dei campionati mondiali di nuoto sincronizzato del 2002, in Svizzera, per i quali ottenne anche il quarto posto nel nuoto sincronizzato femminile di squadra, e negli anni successivi sfiorò il podio ai Campionati mondiali di nuoto 2003 raggiungendo il quarto posto, oltre a un quinto e a un sesto (quest'ultimo arrivato nel solo).

Ebbe come compagne di squadra nelle Olimpiadi del 2000: Lyne Beaumont, Claire Carver-Dias, Erin Chan, Catherine Garceau, Fanny Létourneau, Kirstin Normand, Jacinthe Taillon e Reidun Tatham. Nel 2004, invece, partecipò insieme a Erin Chan, Jessika Dubuc, Marie-Pierre Gagne, Fanny Létourneau, Shayna Nackoney e Courtenay Stewart.